# 睫毛蕨
睫毛蕨（学名：Pleurosoriopsis makinoi）为睫毛蕨科睫毛蕨属下的一个种。